# Synomera cyllarus
Synomera cyllarus là một loài bướm đêm trong họ Noctuidae.